# 니시타니촌 (효고현 가와베군)
니시타니촌(西谷村)은 일본 효고현 가와베군에 있던 촌이다. 현재의 다카라즈카시의 북부에 해당한다.

## 역사
- 1889년 4월 1일 - 정촌제 시행에 의해 12촌의 구역을 가지고 성립하였다.
- 1955년 3월 14일 - 다카라즈카시에 편입, 동일 니시타니촌은 폐지되었다.

## 교통

### 철도
- 일본국유철도
  - 후쿠치야마선

## 참고문헌
- 角川日本地名大辞典 28 兵庫県